# 한국지역난방공사
한국지역난방공사(韓國地域暖房公社, Korea District Heating Corporation), 약칭 한난(韓暖)은 지역냉·난방사업, 구역형집단에너지(CES), 신재생에너지 사업 등으로 국민경제 발전에 기여함을 목적으로 설립된 준시장형 공기업이다.

## 같이 보기
- 한국에너지공단